# EPL (Zeitschrift)
EPL, bis 2006 bekannt als Europhysics Letters, ist eine begutachtete wissenschaftliche Fachzeitschrift, die seit 1986 vom Institute of Physics im Auftrag der European Physical Society und einer Reihe anderer europäischer Physikgesellschaften herausgegeben wird. Inhaltlich sollen neue Erkenntnisse der Physik behandelt werden. Der Impact Factor für 2023 betrug 1,8.